# Paul Daneman
Paul Daneman (29 de octubre de 1925, Londres - 28 de abril de 2001) fue un actor de cine, de televisión, de teatro y de voz británico. 
Asistió a la Haberdashers' Aske's School y a la Sir William Borlase's Grammar School de Marlow. Más tarde estudió escenografía en la Universidad de Reading, donde se incorporó a un grupo de teatro. Aparte de su participación en numerosas películas y series de televisión, Paul Daneman puso voz al personaje de Bilbo Bolsón en la adaptación radiofónica de la novela El hobbit, del escritor J. R. R. Tolkien, emitida en 1968 por la BBC Radio 4.

## Trabajos
| - Thatcher: The Final Days (1991) - G.B.H. (7 episodio, 1991) - Till We Meet Again (1989) - Blore M.P. (1989) - Tears in the Rain (1988) - Roman Holiday (1987) - A Perfect Spy (1987) - Rumpole of the Bailey (1 episodio, 1987) - The Little Match Girl (1987) - Hold the Dream (1986) - What Mad Pursuit? (1985) - Antigone (1984) - The Two Gentlemen of Verona (1983) - The Professionals (1 episodio, 1982) - Play for Today (2 episodios, 1980-1982) - Stay with Me Till Morning (3 episodios, 1981) - Blakes 7 (1 episodio, 1979) - Play of the Month (1 episodio, 1977) - Spy Trap (37 episodios, 1972-1975) - The Adventurer (1 episodio, 1973) - Never a Cross Word (11 episodios, 1968-1970) - Journey to the Unknown (1 episodio, 1969) - ITV Playhouse (1 episodio, 1969) - Oh! What a Lovely War (1969) - Sherlock Holmes (1 episodio, 1968) - The Saint (1 episodio, 1968) - Infidelity Took Place (1968) - How I Won the War (1967) | - Not in Front of the Children (7 episodios, 1967) - The Revenue Men (1 episode, 1967) - Thirty-Minute Theatre (1 episodio, 1967) - Out of the Unknown (1 episodio, 1966) - Broome Stages (1966) - Zulu (1964) - ITV Play of the Week (1 episodio, 1963) - Corrigan Blake (6 episodios, 1963) - Armchair Theatre (3 episodios, 1957-1963) - Traitor's Gate (1962) - The Edgar Wallace Mystery Theatre (3 episodios, 1961-1962) - Danger Man (1 episodio, 1961) - Persuasion (4 episodios, 1960-1961) - An Age of Kings (5 episodios, 1960) - Armchair Mystery Theatre (1 episodio, 1960) - Emma (6 episodios, 1960) - The Four Just Men (1 episodio, 1960) - Invisible Man (1 episodio, 1959) - BBC Sunday-Night Theatre (1 episodio, 1959) - The Life and Death of Sir John Falstaff (3 episodio, 1959) - Our Mutual Friend (12 episodio, 1958-1959) - Precious Bane (5 episodio, 1957) - Time Without Pity (1957) - The Adventures of Robin Hood (1 episodio, 1956) - Peril for the Guy (1956) - Fun at St. Fanny's (1956) - Fabian of the Yard (1 episodio, 1955) |